# قانون الأراضي العثمانية عام 1858
قانون الأراضي العثمانية عام 1858 (بالإنجليزية: Ottoman Land Code of 1858)‏ تم تسجيله في 1274 في التقويم الهجري، كان بداية برنامج منهجي لإصلاح الأراضي خلال فترة التنظيم (الإصلاح) للإمبراطورية العثمانية في النصف الثاني من القرن التاسع عشر. وتبع ذلك قانون تحرير الأراضي لعام 1873.

## التاريخ
قانون الأراضي العثمانية لعام 1858، الذي أعده مجلس التنظيمات، كان خليقة عثمانية أصلية، لا أوروبية ولا إسلامية بالكامل. تأسست على الممارسات التقليدية للأراضي وتضمنت فئات من الأراضي المذكورة في الشريعة الإسلامية.
قبل عام 1858، كانت الأراضي في سوريا العثمانية، التي كانت جزءًا من الإمبراطورية العثمانية منذ عام 1516، مزروعة أو مشغولة بشكل أساسي من قبل المزارعين المحليين. يتم تنظيم ملكية الأرض بواسطة الأشخاص الذين يعيشون على الأرض وفقًا للعادات والتقاليد. في العادة، كانت الأراضي مملوكة ملكية جماعية لسكان القرية، رغم أن الأراضي يمكن أن تكون مملوكة لأفراد أو أسر. صنفت الإمبراطورية العثمانية الأرض إلى خمس فئات: "أولًا: أرازي مملوك- أراض محتجزة في أراض بسيطة، أراضي تملك حر، ثانيًا: أرازي ميري- أراضي التاج التابعة لخزانة الدولة، ثالثًا: أرازي ميفكوف- أراضٍ مملوكة لعقد المأوى، ولكن مستأجرة من قبل حقوق الملكية الفكرية، رابعًا: أرازي متروك - أراضي مهجورة دون زراعة أو مالك ظاهر خامسًا، أرازي ميفات - أرض ميتة، غير مزروعة وغير مختصصة.
كانت أراضي أرازي متروك ممتلكات كانت مملوكة لأفراد عاديين تم جمعها من خلال الفتح أو منحة الدولة أو الميراث. كانت هذه الأراضي خاضعة للضريبة من قبل الإمبراطورية العثمانية. كانت أراضي أرازي ميري ممتلكات مملوكة للدولة والتي يمكن للسلطان العثماني أن يضفيها على الموالين للوزراء، والوزراء، والقادة العسكريين (تم الاحتفاظ بهذه الأراضي من خلال مدفوعات إلى الإمبراطورية العثمانية). أرازي ميفكوف هي أرض تشكل أرازي مملوك والتي صنعت وقف وفقًا الشريعة. وقف يعني أن السلطان العثماني قد خصص العشور أو الضرائب إلى كائن معين بدلا من الفرد. أرازي متروك هي الأرض التي تم تخصيصها للاستخدام العام (مثل الطرق). أرازي ميفات هي الأرض التي لم يدع أي أحد ملكيتها والتي تم إهمالها لاحقًا ولا تزال غير مزروعة ".
في عام 1858، أدخلت الدولة العثمانية قانون الأراضي العثماني لعام 1858، الذي يتطلب من مالكي الأراضي تسجيل الملكية. كانت الأسباب وراء القانون ذات شقين. الأولى لزيادة الإيرادات الضريبية، والثانية لممارسة سيطرة أكبر على الدولة في المنطقة. ومع ذلك، لم يجد صغار المزارعين أي حاجة لتسجيل المطالبات، لعدة أسباب:
- خضع ملاك الأراضي للخدمة العسكرية في الجيش العثماني.
- معارضة عامة للوائح الرسمية من الدولة العثمانية.
- التهرب من الضرائب ورسوم التسجيل في الدولة العثمانية.

كانت عملية التسجيل نفسها مفتوحة للتلاعب. تم تسجيل الأراضي المملوكة بشكل جماعي لسكان القرية باسم مالك أرض واحد، مع تسجيل التجار والمسؤولين العثمانيين المحليين على مساحات كبيرة من الأراضي باسمهم. وكانت النتيجة هي الأرض التي أصبحت ملكية قانونية لأشخاص ربما لم يعيشوا هناك أبدًا، بينما أصبح السكان المحليون، حتى أولئك الذين عاشوا على الأرض لعدة أجيال، مستأجرين لأصحاب الغائبين.
قبل سن قانون الأراضي العثماني عام 1858، كانت الأرض مملوكة بموجب مراسيم سلطانية، وهبات مقدمة من الغزاة من مختلف المجالات، وأحكام المحاكم الدينية المدنية والإسلامية، وأوامر السلطات الإدارية وسندات البيع المنفذة أمام المسلم المحاكم. وكان التعدي على الأراضي غير المأهولة التابعة للدولة ومختلف الوسائل غير المصرح بها بمثابة ممتلكات كبيرة. تم الإبلاغ عن الأراضي التي تم الحصول عليها بالوسائل القانونية (مثل المنحة من سلطة مختصة)، نظريًا على الأقل، للقسطنطينية، حيث تم بذل جهد للحفاظ على سلسلة من السجلات المعروفة باسم دافتر خقاني (سجلات أراضي الدولة). مع سن قانون الأراضي العثماني، أقرت الحكومة التركية في نفس العام قانون تسجيل الأراضي لعام 1858، من أجل تحسين تنظيم قوانين حيازة الأراضي، ومن خلال التمديد، طريقة أكثر فعالية لفرض الضرائب على الممتلكات.
يصنف قانون الأراضي العثماني الأرض تحت خمسة أنواع أو فئات. وجاءت كما يلي:
1. كان الوقف عمومًا عبارة عن ممتلكات موهوبة إلى نهايات مؤلمة، تتكون من أرض فاصلة في حيازة البشر، وتكون أرضًا مضمونة لمؤسسات تقية أو إيرادات من أرض مضمونة إلى مؤسسات تقية؛ أيضا الاستفادة من أراضي الدولة التي يتم ضمان إيرادات الدولة إلى المؤسسات الورعة.
2. كانت الملك أرضًا منحها الفاتح العثماني للمسلمين، أو أراضي خراج تُمنح للمسيحيين وتخضع للضريبة، مقابل حماية المسلمين. كانت أرضًا خاصة أو سند الملكية (محتفظ بها في ملكية مطلقة).
3. لم تكن ميري (أ) ولا (ب) ولكنها أشارت إلى الأراضي المخصصة للاستخدام العام المشروط، في حين أن الملكية النهائية تقع على عاتق الأمير. لقد كانت أرضًا إقطاعية أو تابعة للدولة، ولكن يمكن أن تشير أيضًا على وجه التحديد إلى أراضي الدولة الشاغرة أو أراضي الدولة المنتفعة الخاصة. والفئة الفرعية للنفس هي محلول، أو ما يعرف بأنه أرض تابعة للدولة.[6] تعتمد معظم التسجيلات العثمانية لعناوين ميري (الانتفاع) الموجودة في فلسطين على منحة مفترضة أو مفقودة.[7]
4. أرض متروكة، الأرباح الجماعية - أرض الربح (الممتلكات العقارية)، كونها أرض خاضعة لتسهيلات عامة مشتركة، أو أراضي دولة للعبودية، مثل الطرق والمقابر والمراعي. تشمل هذه الفئة أرض المراعي، أي أراضي المراعي المحجوزة أساسًا لاستخدام القرى المجاورة.[8]
5. موات، أرض ميتة (غير مزروعة / غير مأهولة)؛ الأراضي غير المأهولة التي لا تملكها صك الملكية، ووالكائنة على بعد 1.5 ميل من أي بلدة أو قرية.[9][10][11][12]

توجد فئة سادسة، تُعرف باسم محلول، وهي الأرض التي عادت إلى الدولة إذا تركت بدون زراعة لمدة 3 سنوات أو تركت شاغرة وتعود للحصول على منحة.
تباين مدى تطبيق كل من هذه الأساليب القانونية على العديد من البلدان الخاضعة للحكم العثماني، وكان يعتمد إلى حد كبير على البلد نفسه. على سبيل المثال، لم يتم العثور على كل أوضاع المستخدم هذه بالفعل في فلسطين. كانت مساحة الأراضي المهادية أو التماسية (الملكية المملوكة ملكية خاصة) في فلسطين محدودة، وعادة ما توجد فقط في المدن القديمة أو في مناطق الحدائق. كانت الأراضي الريفية في هذه الفئة نادرة. في جميع الحالات تقريبًا (باستثناء الأراضي «الوقفية» فقط، والأراضي المشتركة بين الأرباح، أو الأراضي الميتة وغير المطورة)، كانت الأراضي إما ملك أو ميري.

## قانون الأراضي العثماني كما هو مطبق فيالانتداب الفلسطيني
التقاليد الفلسطينية المحلية، التي أكد عليها كل من القانون العثماني والبريطاني، تنص على أن الأرض مملوكة لله أو السلطان: يمكن للعائلات الحفاظ على الأرض ولكن فكرة ملكية الملكية الخاصة كانت غريبة، على الرغم من الجهود المبذولة منذ عام 1858 لإدخالها. حتى الحكم البريطاني الذي أعاد توزيع الأراضي على الوحدات العائلية الفردية، كانت أراضي القرية مملوكة جماعيًا بواسطة الحامولة أو العشيرة. اعترف النظام العثماني وجميع الحكومات في وقت لاحق حتى عام 1967 أن الأرض المحيطة بالقرية كانت مخصصة لسكانها إما كمراعي مشتركة أو للتنمية المستقبلية للقرية. لم يكن لدى القرويين أي حاجة أو فرصة لتسجيل أراضيهم. كانوا يعرفون فيما بينهم أيا من أراضي القرية التي تنتمي إليها العائلات والتي كانت مملوكة لها (مشاع). ومع ذلك، فقد تمت مراجعة الممارسات العرفية تحت الحكم البريطاني للنظر في جميع الأراضي الواقعة داخل حدود القرية والبلدة لم تعد مجرورة ولكن لم تعد ملكًا.
عندما سيطر البريطانيون على فلسطين في نهاية عام 1917 مع تفكك الإمبراطورية العثمانية، طبقوا القوانين العثمانية لقانون الأراضي العثمانية لعام 1858 على جميع السكان. في وقت الاحتلال البريطاني، تم تحصيل ضريبة الأرض بمعدل 12.5%. من العائد الإجمالي للأرض. تم تقييم المحاصيل في أرضية الدرس أو في الحقل وتم جمع العشر من المزارعين. في عام 1925، نص تشريع إضافي على ألا تتجاوز الضرائب المفروضة على المحاصيل والمنتجات الأخرى 10%. في عام 1928، كإجراء للإصلاح، بدأت حكومة الانتداب في فلسطين في تطبيق مرسوم «تخفيف العشور»، وهذه الضريبة في الواقع هي مبلغ إجمالي ثابت يدفع سنويًا. كان مرتبطًا بمتوسط مبلغ العشر (الضريبة) الذي دفعته القرية خلال السنوات الأربع التي سبقت مباشرة تطبيق الأمر عليها.

## تحت حكم الاحتلال الإسرائيلي
بحلول يونيو 1967، لم يتم تسجيل سوى ثلث أراضي الضفة الغربية بموجب قانون تسوية المنازعات على الأراضي والمياه وانتقلت للاحتلال بسرعة، في عام 1968، لإلغاء إمكانية تسجيل ملكية الفرد في السجل العقاري الأردني. المطالبات المتعلقة بالأرض في الثلثين الآخرين تعتمد إما على شهادة تسجيل تركية أو بريطانية، أو من خلال سجلات الضرائب وإثبات الشراء بموجب القانون الأردني. عند توليها السيطرة، علق الاحتلال هذه الإجراءات، وأكدت أن خمس فئات من الأراضي في القانون العثماني القديم - الوقف. الملك، ميري، متروك وموات - كانت الأراضي الثلاثة الأخيرة من أراضي الدولة، مستفيدة من التعديلات التي فرضتها السلطة الإلزامية البريطانية، مثل مرسوم أراضي موات لعام 1921. لم تعتبر الحكومة الأردنية أبداً الثلاثة الأخيرة أرضًا للدولة، وفقط نسبة صغيرة جدا من الضفة الغربية كانت مسجلة على هذا النحو تحت الحكم الأردني.